# Парканы (Шолданештский район)
Парканы, Паркань (рум. Parcani) — село в Шолданештском районе Молдавии. Относится к сёлам, не образующим коммуну.

## География
Село расположено на высоте 168 метров над уровнем моря.

## Население
По данным переписи населения 2004 года, в селе Паркань проживает 769 человек (379 мужчин, 390 женщин).
Этнический состав села:
| Национальность | Число жителей | Процентный состав |
| -------------- | ------------- | ----------------- |
| молдаване      | 750           | 97,53             |
| румыны         | 11            | 1,43              |
| русские        | 5             | 0,65              |
| украинцы       | 2             | 0,26              |
| болгары        | 1             | 0,13              |
| Всего          | 769           | 100 %             |